# El Pañuelo en la Cabeza (Avatar: La Leyenda de Aang)
El Pañuelo en la Cabeza es el cuadragésimo segundo episodio de la serie de televisión Avatar: la leyenda de Aang y segundo capítulo de la tercera temporada.

## Sinopsis
Zuko aparece durmiendo en su habitación, se despierta y sale de la ciudad. Él se acerca a la prisión de la Nación del Fuego usando una capucha y lentamente se dirige hacia ella. Cuando está casi cerca de la entrada, un guardia lo ve desde el tejado. El guardia exige saber la identidad de Zuko, pero él simplemente se va sin decir nada.
Mientras tanto, Aang y los demás están viajando a través de la Nación de Fuego, usando Aire-control para esconder a Appa en una nube. Ellos se resguardan temporalmente en una cueva, y entonces van a buscar ropa nueva para que los ayude a mezclarse en la Nación de Fuego. Ellos encuentran unas ropas que no están siendo vigiladas y roban algunas prendas, con Aang utilizando una cinta en la cabeza para ocultar su flecha y Toph quitándole las suelas a sus zapatos, luego van al pueblo para comprar algunos accesorios (incluso un nuevo collar para Katara quién tristemente se quita el collar de la Tribu Agua de su madre). En el pueblo, los esfuerzos del grupo por actuar natural se complican debido a Aang, ya que había viajado a través de la Nación de Fuego un siglo antes, dice ser un experto de sus costumbres y utiliza expresiones claramente anticuadas. Cuando los otros van a comprar la comida a un puesto de carne, Aang rechaza la idea debido a que es vegetariano, y se va sólo durante un rato. Sin embargo, él es atrapado rápidamente por un grupo de guardias de la nación del fuego que lo escoltan a una escuela, confundiéndolo con un estudiante ya que al parecer su ropa robada es el uniforme de la escuela local. La maestra asume que él es un nuevo estudiante de las colonias de Nación de Fuego en el Reino Tierra. Aang dice llamarse Kuzon como su viejo amigo de Nación de Fuego para poderse mezclar en la escuela. Después de clase, Aang conoce a una chica llamada On Ji que es amistosa con él, pero también al autoproclamado novio de On Ji, Hide, un estudiante popular que es menos amistoso. Después de una confrontación breve, Aang termina haciendo nuevos amigos y jugando con los otros niños de la escuela. 
Aang vuelve a la cueva al anochecer, descubriendo que Katara, Sokka, y Toph estaban evidentemente angustiados por su larga ausencia. El hecho que él ha estado asistiendo todo el día a una escuela de la Nación del Fuego asusta a los amigos de Aang, y cuando él dice haber disfrutado la experiencia y desea volver a la escuela el próximo día, Sokka fuertemente se opone. Aang intenta convencerlos de que le permitan volver ya que es una oportunidad de obtener más información sobre la Nación de Fuego, mencionando un "río" confidencial específicamente que ellos iban a aprender sobre él, lo cual podría servir para  lograr un ataque más efectivo hacia el palacio del Señor del Fuego Ozai. Sokka está de acuerdo renuentemente que Aang regrese el próximo día. 
Mientras tanto, Zuko vuelve a la prisión. Confrontando al guardia de la noche anterior, él lo amenaza de no decir a nadie sobre su visita a la prisión. Zuko entra a la celda  dónde Iroh está prisionero; sin embargo, Iroh le da la espalda. Zuko le dice a Iroh que es su propio error que él esté en la prisión, y que ambos pudieron haber regresado juntos a la Nación de Fuego como héroes. Iroh todavía se niega a hablarle, Zuko al ver que su tío no le presta atención hace un ataque de rabia contra la pared del cuarto y se va. 
El próximo día en la escuela, Aang tiene problemas por no recitar el Juramento de Nación de Fuego correctamente, cuando él evidentemente nunca lo ha oído. Los estudiantes toman su divagación a través del juramento como un chiste, pero la maestra castiga su ruptura de la clase con un examen sorpresa de la historia de la Nación de Fuego. La primera pregunta es en que año el Señor del Fuego Sozin luchó con el Ejército de los Nómadas del Aire. Aang, desconcertado y asombrado dice que está equivocada y que los Nómadas Aire no tenían ningún ejército formal, y fueron derrotados por un ataque sorpresa. La maestra rechaza su respuesta, como no está en los libros de historia de la Nación de Fuego, diciendo que la única forma que Aang pudiera saberlo es haber estado ahí hace cien años, Aang rápidamente deja su argumento. En la clase de música, Aang intenta tocar el cuerno Tsungi y es reprendido por el maestro por bailar, que al parecer no es considerado apropiado en la Nación de Fuego y hasta le sugiere que marche en lugar de bailar. No obstante On Ji se divierte por el baile, y cuando Aang ofrece mostrárselo a ella durante el recreo, Hide se enfurece e intenta golpearlo. Sin embargo, Aang evade cada golpe hábil y tranquilamente, hace que Hide pierda el equilibrio y caiga. Sin embargo, esto mete a Aang en problemas con "el estudiante estrella" ya que es un estudiante favorecido del director de colegio, obligando a Aang que traiga a sus padres para una conferencia. Sokka y Katara asisten a la conferencia y actúan como los padres de Aang, con los nombres de "Señor Wang Fuego" y "Señora Zafiro Fuego". Tienen éxito engañando al director, quién amenaza con mandar a Aang en un reformatorio en las minas de carbón si volvía a comportarse mal, Sokka está en contra que Aang vuelva a esa escuela. Aang, sin embargo, se opone debido a que le agrada ser un niño normal e insiste que ellos necesitan hacer algo para que los niños en la escuela tengan una forma de expresarse ellos mismos o dicho brevemente para tener una libertad de expresión. Él planea realizar una fiesta de baile en secreto en la cueva para todos en la escuela. 
Entretanto, Zuko tiene un pícnic romántico con Mai, los dos son interrumpidos por Azula que intenta conseguir que Zuko hable con ella. Él se niega y Azula cambia las tácticas y envía a Mai lejos; Mai cumple educadamente, pero le hecha una mirada de enojo a Azula, cuando ella pasa. Azula engaña a Zuko en admitir que él fue a visitar a Iroh anteriormente, y lo advierte, con la sinceridad clara, porque si va a visitar a un traidor eso lo haría sospechoso. No obstante, Zuko visita a su tío de nuevo en la prisión. De nuevo Iroh le da la espalda, silenciosamente, Zuko se esfuerza por ser más amable, trayendo la comida de Iroh como un regalo. Zuko le pide a Iroh su consejo; él explica que él cree que el Avatar está vivo, y que él no tiene ninguna idea de qué hacer sobre él, sin la guía de su tío. Mientras tanto Iroh sigue callado, Zuko desata nuevamente su rabia y riñe contra Iroh. Cuando él sale, Iroh permanece callado y una lágrima corre por su cara.
Cuando los niños llegan, la música empieza, ellos no saben bailar, tienen miedo y creen que hacer esto los meterá en problemas. Aang les dice que bailar es una forma de expresarse y que no pueden permitir que nadie les quite ese derecho e incluso demuestra algunos pasos de baile antiguos de la Nación de Fuego, e invita a On Ji a bailar, qué gradualmente anima a resto de los estudiantes para hacer lo mismo. Sokka comenta que Aang y On Ji parecen una buena pareja, a lo que Katara demuestra celos. Después, Aang le pide a Katara que baile, y después de dudar ligeramente le toma la mano a Aang y realizan una combinación de taladros del neijia y capoeira en sincronización que parece ser un baile acrobático de hecho. Sin embargo, el director de colegio y varios maestros aparecen en la escena, habiéndose enterado de la fiesta por Hide. Ellos intentan atrapar a Aang, pero él se esconde dentro del grupo de niños. Debido a que los maestros identifican a Aang con su venda para cabeza, ellos se confunden cuando descubren a varios otros estudiantes que llevan la misma venda para cabeza. Después, cada estudiante en la cueva aparece llevando una venda para la cabeza, dificultando la caza del director de colegio para Aang. El grupo se marcha por la apertura detrás de la cueva. Pero antes de salir, Aang detiene e intercambia sonrisas con otro estudiante llamado Shoji antes de escaparse, mientras cierra la apertura detrás de él con tierra control y dejando a Shoji con la boca abierta. El grupo sale volando en Appa, Toph felicita a Aang en sus esfuerzos que ella cree que han hecho un impacto serio en los estudiantes al enseñarles a ser libres. Katara está de acuerdo y besa a Aang en la mejilla y lo hace sonrojarse.
Mientras tanto, Zuko camina por la noche en un callejón  oscuro. Allí se encuentra con un hombre misterioso con una pierna y un brazo de metal en, así como un tercer ojo tatuado en su frente. Zuko declara su propósito por avisar al hombre muy simplemente: él ha oído que el hombre es capaz de hacer su trabajo eficazmente y que guarda secretos como nadie, y Zuko lo quiere para rastrear y eliminar el Avatar.
- Datos: Q8773272